# Барнфлер
Барнфлер (нід. Barnflair, нід. вимова: [ˈbɑrnfleːr]) — селище в нідерландській провінції Гронінген. Входить до муніципалітету Вестерволде.
Його площа становить 1,73км², а населення станом на 2021 рік складало 205 осіб.
Перша згадка про населений пункт датується 1466 роком.